# Daretorp
Daretorp är kyrkbyn i Daretorps socken i Tidaholms kommun i Västergötland, belägen tre kilometer sydost om Tidaholm.
Här ligger Daretorps kyrka.